# Bauhinia urocalyx
Bauhinia urocalyx är en ärtväxtart som beskrevs av Hermann August Theodor Harms. Bauhinia urocalyx ingår i släktet Bauhinia och familjen ärtväxter. Inga underarter finns listade i Catalogue of Life.